# Donderen
Donderen is een dorp in de Nederlandse provincie Drenthe. Het maakt deel uit van de gemeente Tynaarlo.
Het dorp wordt omringd door de dorpen Peize en Bunne ten noorden, Eelde ten oosten, Vries ten zuiden en Norg ten westen. De doorgaande wegen tussen deze plaatsen (de N858 (Donderen-Norg) en de N386 (Hoogezand-Peize) kruisen elkaar midden in Donderen waardoor het dorp wordt doorsneden. Ten westen van het dorp stroomt een beekje, de Grote Masloot.
Op 1 januari 2023 woonden er 455 mensen in het dorp. Het dorp heeft een oppervlakte van 1.100 ha.

## Naamsverklaring
De oudste geschreven vormen zijn Dunre (1335) en Donre (1491). Over de betekenis lopen de meningen uiteen: hoogliggend land begroeid met bos, duinhoek of bewoners van het duin, in dit geval zand.
bron: "Plaatsnamen van Drenthe" door W.J.Hagoort. (***).

## Bewoning
Recentelijke opgravingen hebben aan het licht gebracht dat de vroegste bewoning teruggaat tot ca. 500 v. Chr. (ijzertijd).

## Beroepen, grondgebruik
Tot in de jaren zestig van de 20e eeuw was ca. 90% van de beroepsbeoefenaren werkzaam in de agrarische sector. Het waren voornamelijk kleine boeren die de gronden rondom het dorp gebruikten voor veeteelt (grasland) en teelt van graan en aardappelen.
In de jaren zestig is een omvangrijke ruilverkaveling gerealiseerd. De percelen werden vergroot en de allerkleinste boeren werden uitgekocht. Dat proces heeft zich voortgezet tot op de huidige dag. Thans 2008, telt Donderen nog acht agrarische bedrijven, voornamelijk werkzaam in de melkveehouderij. Dat bepaalt ook het tegenwoordige grondgebruik: voornamelijk grasland. Daarnaast wordt maïs geteeld en een beperkt aantal percelen is in gebruik voor de teelt van graan en aardappelen. Vrijwel alle boerderijgebouwen zijn verbouwd tot woonhuis.
De huidige beroepsbevolking is veelal werkzaam in Assen en Groningen naast Vries en Roden. Voorts woont er een aantal vrije beroepsbeoefenaren.

## Economisch leven
Naast de hiervoor genoemde agrarische activiteiten telde Donderen vroeger een behoorlijk aantal middenstanders: bakkers, kruideniers, kapper, textiel, huishoudelijke artikelen, smederijen en twee, cafés. Daarvan is thans nog één café over; de enige publieke voorziening in het dorp. Het café beschikt over een kruisboogschietbaan.
Een agrarisch bedrijf nam in 2006 een biovergistingsinstallatie in gebruik; met de opgewekte energie kan een klein dorp van stroom worden voorzien.

## Bekende inwoners

### Geboren
- Harm Kuipers, arts, wereldkampioen schaatsen allround 1975.

### Woonachtig
- Edoardo Affini, Italiaans wielrenner, Europees kampioen tijdrijden 2024.

## Recreatie
Het dorp beschikt over een ijsbaan met kantine, een kleine speeltuin, een speelveld met basketbalveldje, een jeu-de-boules-baan en een jeugdsoos. 

## Verenigingen
De oudste organisatie in het dorp is de Boermarke, de organisatie van grondeigenaren. Daarnaast is er een Belangenvereniging die enerzijds overleg voert met onder meer gemeente en provincie over allerlei zaken (zoals woningbouw en verkeer) en anderzijds zich bezighoudt met praktische zaken zoals een maandelijkse dorpskrant, inzamelen van oud papier en het in stand houden van de website www.donderen.nl. Belangrijk is de Vereniging voor Volksvermaken. Deze organiseert het jaarlijkse dorpsfeest met kermis en braderie (weekend na de TT) kaartavonden, het paasvuur, klootschieten etc. De Werkgroep Oud Donderen houdt zich bezig met de historie van het dorp. Voorts is er een kinderclub, zijn er zes biljartverenigingen, een afdeling van de BvPv/Vrouwen van Nu, een toneelvereniging, die jaarlijks op twee avonden een uitvoering geeft, een ijsclub en een kruisboogvereniging.
Dorpen: Bunne · De Groeve · De Punt · Donderen · Eelde · Eelderwolde · Midlaren · Oudemolen · Paterswolde (deels) · Taarlo · Tynaarlo · Vries · Winde · Yde · Zeegse · Zeijen · Zuidlaarderveen · Zuidlaren (Schuilingsoord · Westlaren)

Buurtschappen: Bokkenstreek · Bruilweering (deels) · Halfweg · Luchtenburg · Oosterbroek · Plankensloot · Schelfhorst · Zuideinde

Drenthe: Steden en dorpen      Nederland: Provincies · Gemeenten